# ニコラス・トッド
ニコラス・トッド（Nicolas Todt、1977年11月17日 - ）は、フランス出身のモータースポーツ実業家であり、レーシングチームのオーナーや、レーシングドライバーのマネージャーとして特に知られる。
プジョー・スポールやスクーデリア・フェラーリの元チームマネージャー、国際自動車連盟（FIA）の元会長として知られるジャン・トッドを父に持つ。

## 経歴
1982年、5歳の時に両親が離婚し、母親に引き取られた。当時、父ジャン・トッドは1981年に設立されたプジョー・タルボ・スポールで監督を任されており、離婚した後も息子を毎週のように自身の「職場」に連れていったため、ニコラスは物心つく頃にはモータースポーツの現場に入り浸っているという環境で育った。父の率いるプジョーが1991年からスポーツカーレースに本格的に進出したことで、ニコラスのレースへの興味はますます強いものになった。

### ウェブ事業
2000年にESCトゥールーズ（現在のTBSエデュケーション）を卒業。卒業後、ウェブサイトを通じた自動車販売に特化して事業を行っている会社に就職し、マーケティング担当となったが、その会社は半年余りで倒産した。
そこで、その経験とかねてからの興味を結び付け、モータースポーツ関係者を主な顧客として、インターネット関連のサービスを提供するNTNZ社を設立した。トッドはモータースポーツ関連の人脈には事欠かなかったため、同社は、フォーミュラ1（F1）の公式ウェブサイトや、ドライバーたちのウェブサイトの制作などを手掛けたほか、タグ・ホイヤー、ボーダフォンなどの大手企業を顧客とすることができた。

### マネージメント業
2003年、トッドはレーシングドライバーのマネージメント業務（スポーツエージェント）を手掛けるオール・ロード・マネージメント社（All Road Management）を設立した。
同社は、2002年にフォーミュラ1（F1）にデビューしたものの1年限りでシートを失ったフェリペ・マッサから、マネージメント業務を依頼されたことが設立のきっかけとなっている。（→#マネージメント業を始めた経緯）
当時、「ドライバーが自分でスポンサーを見つけ、レースで結果を出し、新たなスポンサーを見つけ、上位のカテゴリーにステップアップしていく」という旧来のやり方でF1まで到達することはほぼ不可能となっており、F1を目指すのであれば、F1のトップチームが運営するジュニアプログラムに加入することが不可欠となりつつある時期だった。父親がモータースポーツ界の大物であるトッドはレーシングチームにも豊かなコネクションを持っており、そうした育成プログラムやチームに直接「売り込み」を行えることや、若く実績もないドライバーに先行投資として資金を投下することが、他のマネージャーたちとの違いだと自身の優位な点を説明している。
マッサは2004年にザウバーからF1復帰を果たし、2006年にはスクーデリア・フェラーリのドライバーとなり、そのマネージャーであるトッドの名も広く知られるようになった。

#### 主な担当ドライバー
※太字はF1に昇格。既に契約が終了したドライバーを含む。
- フェリペ・マッサ - 2003年に契約[4]。最初の契約ドライバー[1]。
- ジュール・ビアンキ - 2004年頃に契約[1]。2番目の契約ドライバー[1]。契約を始めた当時はカートドライバーだった[1]。
- セバスチャン・ボーデ - 2007年に契約[1]。3番目の契約ドライバー[1][注釈 1]。
- パストール・マルドナド - 2009年に契約[4]。
- ジェームス・カラド - 2011年に契約[4]。
- シャルル・ルクレール - 2011年に契約[4]。
- ホセ・マリア・ロペス - 2017年に契約[4]。
- カイオ・コレット（英語版） - 2017年に契約[4]。
- マーカス・アームストロング - 2017年に契約[4]。
- ダニール・クビアト - 2018年に契約[4][注釈 2]。
- ガブリエレ・ミニ（英語版） - 2018年に契約[4]。
- ミック・シューマッハ - 2019年に契約[6]。

### ARTグランプリ
2004年にフレデリック・バスールとともにARTグランプリを設立し、2018年までその共同オーナーを務めた。

## 人物
ドライバーのマネージメント業をしているが、自分にはドライバーの走りを見て才能を測る能力はないと自認しており、その点は才能を発掘するのに長けた人たちに任せていると述べている。ただ、選定を任せきりにしているわけではなく、そうした専門家からの情報や戦績、年齢、精神的な気質などを踏まえ、そのドライバーに成長するポテンシャルがあるかの判断を行っているとも述べている。

### マネージメント業を始めた経緯
ニコラスがマネージメント業を始めた端緒について、父ジャン・トッドの計らいによるものという説があるが、ニコラスは否定している。
ニコラスはフェリペ・マッサとは以前から知り合いだったが、2003年のフェラーリの新車（F2003-GA）の発表会で再会した際に意気投合し、同年末に当時のマネージャーと上手くいっていなかったマッサからの依頼でニコラスはマネージメント業を始めた。マッサから依頼されるまで、ニコラスはドライバーのマネージャーになるということを考えたことは全くなかったという。
マネージメント業を始めるということについての事後報告を受けたジャン・トッドは、「フェリペはいい奴だ。案外うまくいくかもしれんな」と言ったのみで、ニコラスの好きなようにさせたという。